# Dominick Elwes
Bede Evelyn Dominick Elwes, acreditat com Dominick Elwes o Dominic Elwes, (Billing Hall, Northamptonshire, 17 d'agost de 1931 – Chelsea (Londres), 5 de setembre de 1975) va ser un pintor de retrats anglès la fuga del qual amb una hereva l'any 1957 va ser un escàndol cèlebre.

## Biografia
Fill del també retratista Simon Elwes i de Gloria Rodd, al seu torn filla de Rennell Rodd, primer baró de Rennell, ambaixador del Regne Unit a Roma i membre del parlament anglès per part del partit conservador entre 1928 i 1932. Descendent de la família recusant Cary-Elwes, que inclou destacats clergues i bisbes anglesos, Elwes també era el net del diplomàtic Gervase Cary Elwes (1866-1921) i de Winifride Mary Elizabeth Feildin, al seu torn filla del vuitè comte de Denbigh. La seva educació el portà a passar bona part de la seva infantesa (durant la Segona Guerra Mundial) als Estats Units, però després retornà a Anglaterra, on cursà estudis a una escola catòlica independent de Somerset.

### Fuga matrimonial
Quan tenia 26 anys, Elweys va conèixer i volia casar-se amb Tessa Kennedy, de 19 anys, hereva de Geoffrey Ferrar Kennedy i Daška Ivanović, els quals no aprovaven la relació amorosa i s'hi interposaren servint-se de tuteles. El 27 de novembre de 1957, Geoffrey Kennedy va aconseguir una ordre judicial d'allunyament contra Elwes respecte a la seva filla, impedint així que la parella formalitzés el matrimoni. Ara bé, l'ordre no era vàlida més enllà d'Anglaterra o el país de Gal·les, i després de comprometre's en territori escocès, on es casaren per la via civil el 27 de gener de 1958, acollits a l'hotel Hotel Habana Riviera.
Quan la revolució de Fidel Castro amenaçà l'estabilitat del país, el matrimoni fou forçat a fugir en pastera amb dos exploradors de National Geographic Society que salpaven cap a Miami. Des d'allà volaren a Nova York, on obtingueren una llicència de matrimoni el 31 de març. L'endemà, la parella va repetir la cerimònia de matrimoni al Tribunal Suprem de Manhattan per assegurar que legalment estaven casats, i el 15 de juliol s'embarcaren al SS Liberté rumb a Anglaterra. L'endemà d'arribar, acompanyat per un advocat i la seva esposa, Elwes es va entregar a les autoritats i fou transferit a la presó de Brixton, on romangué dues setmanes esperant el judici per desobeir l'ordre judicial de retornar Tessa Kennedy als seus pares. El jutge va acceptar que Elwes estimava la seva esposa, i va ordenar que fos alliberat, a la vegada que establí que Kennedy romangués sota la tutela del tribunal. El matrimoni durà, doncs, vuit anys, i tingué tres fills: el productor cinematogràfic Cassian Elwes, l'artista Damian Elwes i l'actor Cary Elwes.

## Carrera
Des de 1958 fins a la seva clausura l'any 1960, Elwes fou l'editor auxiliar de la revista Liliput. Des de llavors fins a 1962 va ser el director de Dome Press, on començà a publicar el setmanari Topic Magazine com a director editorial al costat de William Rees-Davies i Maurice Macmillan. L'any 1963, junt a Nicholas Luard, va publicar i va arribar a dirigir el Design Yearbook, que va evolucionar fins a l'empresa de packaging de llibres November Books, servint a clients com l'editorial Thames & Hudson. L'any 1964 va publicar (amb Luard) el llibre Refer to Drawer: Being a Penetrating Survey of a Shameful National Practice – Hustling, amb il·lustracions de John Glashan. En aquella època, Elwes va esdevenir un membre del sindicat nacional de periodistes.
Seguint les passes del seu pare, Elwes va passar a dedicar-se a la pintura de retrats, retratant la majoria de membres del Clermont Set. Al voltant de 1967 es va traslladar a Andalusia on, amb l'ajuda de l'arquitecte Philip Jebb va dissenyar un complex d'apartaments de caràcter mediterrani que es va acabar de construir l'any 1970. Elwes també fou soci d'una perruqueria, Figurehead, a Knightsbridge, on es podien contemplar retrats tant seus com del seu pare.
Elwes es va suïcidar amb una sobredosi de barbitúrics l'any 1975, al voltant d'un mes després de la mort del seu pare i un mes abans de la mort de la seva mare.

## Obres destacades
- 1969 – Retrat de John Aspinall
- 1971 – Retrat de Sir Vivian Naylor-Leyl
- 1972 – Retrat de Lord Lucan[14]